# Diemjanowka (obwód kemerowski)
Diemjanowka (ros. Демьяновка) – osiedle w Rosji, w obwodzie kemerowskim, w rejonie lenińsko-kuźnieckim. W 2021 liczyło 1388 mieszkańców.